# Durg
Durg är en stad i den indiska delstaten Chhattisgarh och är centralort i ett distrikt med samma namn. Folkmängden uppgick till cirka 270 000 invånare vid folkräkningen 2011. Tillsammans med den större grannstaden Bhilai Nagar och några andra mindre förorter beräknades storstadsområdet ha cirka 1,2 miljoner invånare 2018.